# サンテリ・ホスティッカ
サンテリ・ホスティッカ（Santeri Hostikka 、1997年9月30日 - ）は、フィンランド・ヤルヴェンパー出身のプロサッカー選手。HJKヘルシンキ所属。ポジションは、フォワード。

## 経歴
PKKUとラハティでプレーしたのちに、2018年12月、ポーランドのポゴニ・シュチェチンと契約を結んだ。
2021年8月、HJKヘルシンキに移籍した。